# Aspilota umbritarsata
Aspilota umbritarsata är en stekelart som beskrevs av Fischer 1973. Aspilota umbritarsata ingår i släktet Aspilota och familjen bracksteklar. Inga underarter finns listade.